# Robert Stedman Lewis
Robert Stedman Lewis, britanski general, * 1898, † 1987.